# Cilleruelo de Bezana
Cilleruelo de Bezana es una localidad española, en la comunidad autónoma de Castilla y León, y la provincia de Burgos. Pertenece a la comarca de Las Merindades y al municipio de Valle de Valdebezana. Sus 70 habitantes en 2024 solo son superados por la capital municipal, Soncillo.

## Historia
De este lugar proviene el marquesado de Cilleruelo, un título nobiliario español con más de trescientos años de antigüedad, originalmente otorgado a favor de José Fernández de Velasco y Bobadilla. De igual forma que los demás pueblos de su entorno, a la caída del Antiguo Régimen quedó agregado al ayuntamiento constitucional de Valle de Valdebezana, en el partido de Sedano, perteneciente a la región de Castilla la Vieja.

## Parroquia
Su iglesia parroquial católica está dedicada a Santa Juliana Virgen y Mártir, forma parte del Arciprestazgo de Merindades de Castilla la Vieja (Diócesis de Burgos), y de ella dependen las siguientes localidades:
- Barrio de Bricia
- Bricia
- Campino de Bricia
- Cilleruelo de Bricia
- Linares de Bricia
- Lomas de Villamediana
- Presillas
- Valderías
- Villamediana de Lomas
- Villanueva de Carrales